# زمین‌لغزش ۲۰۱۷ بنگلادش
در ۱۲ ژوئن ۲۰۱۷ بارندگی شدید باعث زمین‌لغزش در رانگاماتی، چیتاگونگ و بندربان در بنگلادش شد و دست‌کم ۱۳۴ نفر کشته شدند.

## عامل فاجعه
بارش بی‌وقفهٔ باران که از صبح ۱۲ ژوئن آغاز شده‌بود، باعث رانش زمین شد. پدیدهٔ مونسون در خلیج بنگال باعث افزایش بارندگی در بخش‌های مختلف از جمله داکا و چیتاگونگ شد.